# Cheliferoidea
Super-famille
Les Cheliferoidea sont une super-famille de pseudoscorpions.

## Distribution
Les espèces de cette super-famille se rencontrent en Amérique, en Afrique, en Asie, en Europe et en Océanie.

## Liste des familles
Selon Pseudoscorpions of the World (version 3.0) :
- Atemnidae Kishida, 1929
- Cheliferidae Risso, 1826
- Chernetidae Menge, 1855
- Withiidae Chamberlin, 1931

## Publication originale
- Risso, 1826 : Animaux articulés: description de quelques Myriapodes, Scorpionides, Arachnides et Acarides, habitant les Alpes Maritimes. Histoire naturelle des principales productions de l'Europe méridionale et principalement de celles des environs de Nice et des Alpes Maritimes, Levrault, Paris, p. 147-186.